# Территориальная генерирующая компания № 14
Публичное акционерное общество «Территориа́льная генери́рующая компа́ния № 14» (ПАО "ТГК-14") — российская энергетическая компания, созданная в результате реформы РАО «ЕЭС России». Профиль работы — теплогенерирующая компания, ведущий производитель и поставщик электрической и тепловой энергии на территории Забайкальского края и Республики Бурятия.
Полное наименование — Публичное акционерное общество «Территориальная генерирующая компания № 14». Зарегистрирована 7 декабря 2004 года в городе Чита.

## История
ПАО "ТГК-14" входило в состав холдинга РАО «ЕЭС России» и было создано 7 декабря 2004 года. 1 февраля 2005 года энергокомпания начала операционную деятельность.
Компания одной из первых ТГК России начала свою операционную деятельность. В 2006 году было завершено преобразование Общества в полноценную генерирующую компанию.  
В конце июня 2008 года РАО ЕЭС продало государственный пакет ТГК-14 (19,25% акций в увеличенном уставном капитале ТГК-14) компании «Энергопромсбыт» (совместное предприятие ОАО «РЖД» (51 %) и группы ЕСН предпринимателя Григория Берёзкина (49%)) за 1,93 млрд руб. ($464 за 1 кВт). Позже, в результате дополнительной эмиссии акций ТГК-14, «Энергопромсбыт» увеличил свой пакет до 49,25 %, став крупнейшим акционером энергокомпании. В мае 2009 года ГМК «Норникель» продал свой пакет акций (27,7 %) ООО «Энергопромсбыт».
В мае 2012 года группа ЕСН полностью продала свой пакет акций ТГК-14 основному акционеру — ОАО «РЖД».
В декабре 2021 года  Контрольный пакет акций ПАО «ТГК-14» приобрело акционерное общество «Дальневосточная управляющая компания» (АО ДУК). Из числа акционеров ПАО «ТГК-14» вышли ООО «Энергопромсбыт» (39,81% акций) УК «РВМ Капитал» (24,98% акций) и УК "Тринфико" (23,01%). Владельцем этих долей (всего 87,8%) и ещё порядка 4% акций, находящихся у прочих акционеров, стала АО "ДУК", которая более 12 лет управляет энергоактивами на территории Дальневосточного федерального округа
Акционерный капитал ПАО «ТГК-14» по состоянию на 30 сентября 2008 года составлял 1 357 945 609 руб. 11 коп. и разделён на 1 357 945 609 114 обыкновенных акций номиналом 0,001 рубля. Капитализация на ММВБ на середину июня 2008 года — 5,6 млрд руб.
Исполнительный директор – главный инженер ПАО "ТГК-14" Евгений Рыбаков .

## Состав компании
В ПАО «ТГК-14» входит шесть филиалов:
- филиал «Читинская генерация»;
- филиал «Читинский энергетический комплекс» ("ЧЭК");
- филиал «Читинский теплоэнергосбыт»;
- филиал «Генерация Бурятии»;
- филиал «Улан-Удэнский энергетический комплекс» ("У-УЭК");
- филиал «Теплоэнергосбыт Бурятии».

## Деятельность
Компании принадлежит 7 ТЭЦ, из них
в Забайкальском крае:
- Читинская ТЭЦ-1;
- Читинская ТЭЦ-2;
- Шерловогорская ТЭЦ;
- Приаргунская ТЭЦ;

в Республике Бурятия:
- Улан-Удэнская ТЭЦ-1;
- Улан-Удэнская ТЭЦ-2.
- Тимлюйская ТЭЦ.

Суммарная установленная мощность ПАО «ТГК-14» составляет 667,77 МВт по электрической и 2707,6 Гкал/ч по тепловой энергии.
Выручка компании в 2007 году составила 4,9 млрд руб., чистая прибыль — 169 млн руб.
В 2007 году выработано электроэнергии 2,37 млрд кВт·ч, тепловой энергии — 5,93 млн. Гкал.
Инвестпрограмма ТГК-14 до 2011 года составляет 7,2 млрд руб.

### Рейтинговые оценки
- Рейтинговое агентство «Эксперт РА» в 2018 году присвоило ПАО «ТГК-14» рейтинговую оценку ruBBB- со стабильным прогнозом, в 2019 году рейтинг был повышен до ruBBB (подтверждён в 2020), а в 2021 - до ruBBB+. В 2022 году рейтинг был понижен до исходного ruBBB-, а затем отозван. Восстановлен в 2023 на уровне ruBBB+, подтверждён в 2024 и 2025, позже в том же 2025 понижен до ruBBB-[12].

- Рейтинговое агентство АКРА в 2023 году присвоило ПАО «ТГК-14» рейтинговую оценку BBB+(RU) со стабильным прогнозом. Рейтинг быд подтверждён в 2024, а в 2025 понижен до BBB(RU)[13].

- Рейтинговое агентство НКР в 2023 году присвоило ПАО «ТГК-14» рейтинговую оценку BBB+.ru со стабильным прогнозом. В 2024 году рейтинг был повышен до A-.ru, подтверждён в 2025, позже прогноз был изменён на «рейтинг на пересмотре с возможностью понижения»[14].